# Corbie

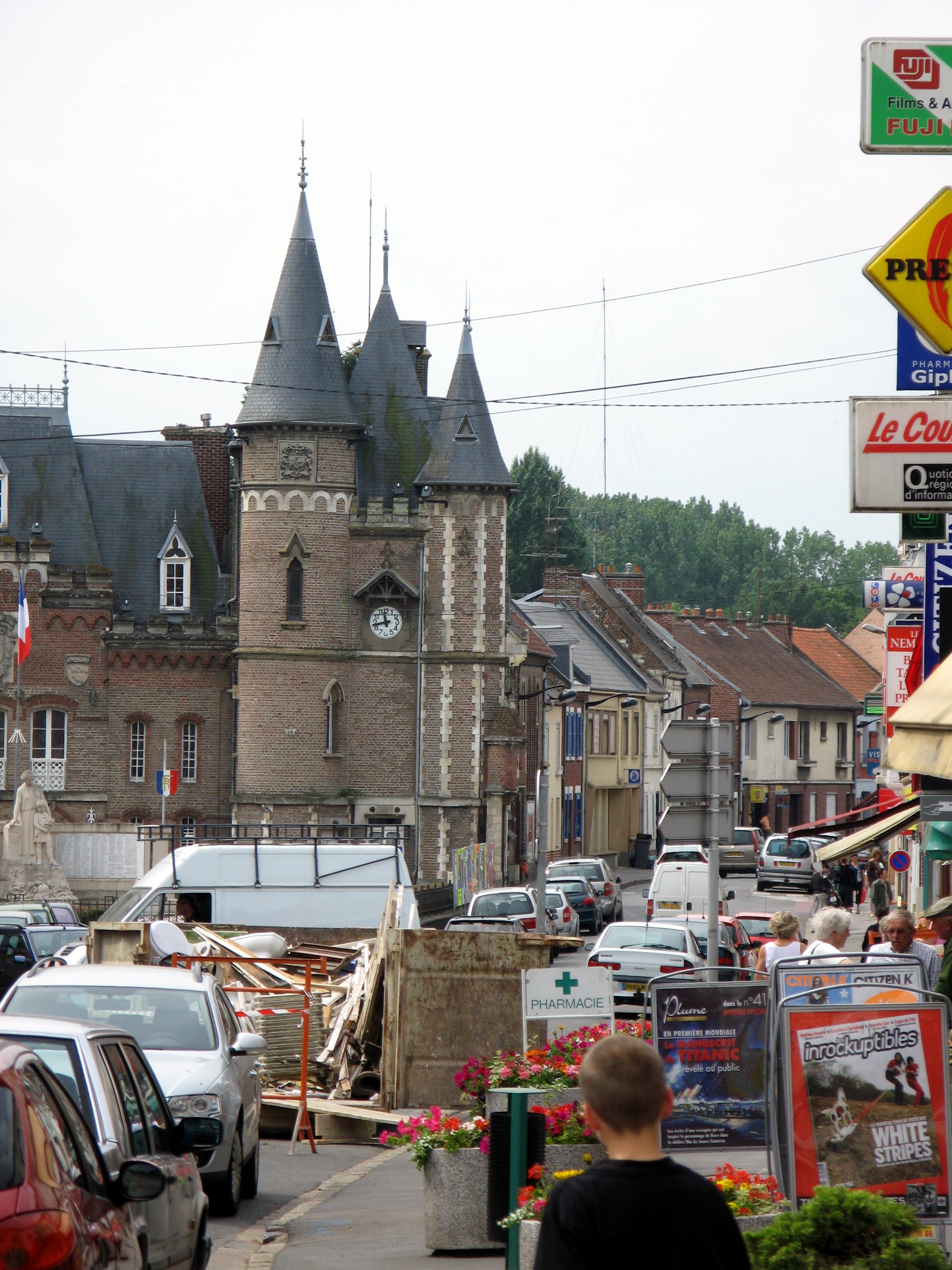
La via principale di Corbie

Corbie è un comune francese di 6 464 abitanti situato nel dipartimento della Somme nella regione dell'Alta Francia.

## Società

### Evoluzione demografica
Abitanti censiti

## Monumenti e luoghi d'interesse

### Abbazia di Corbie

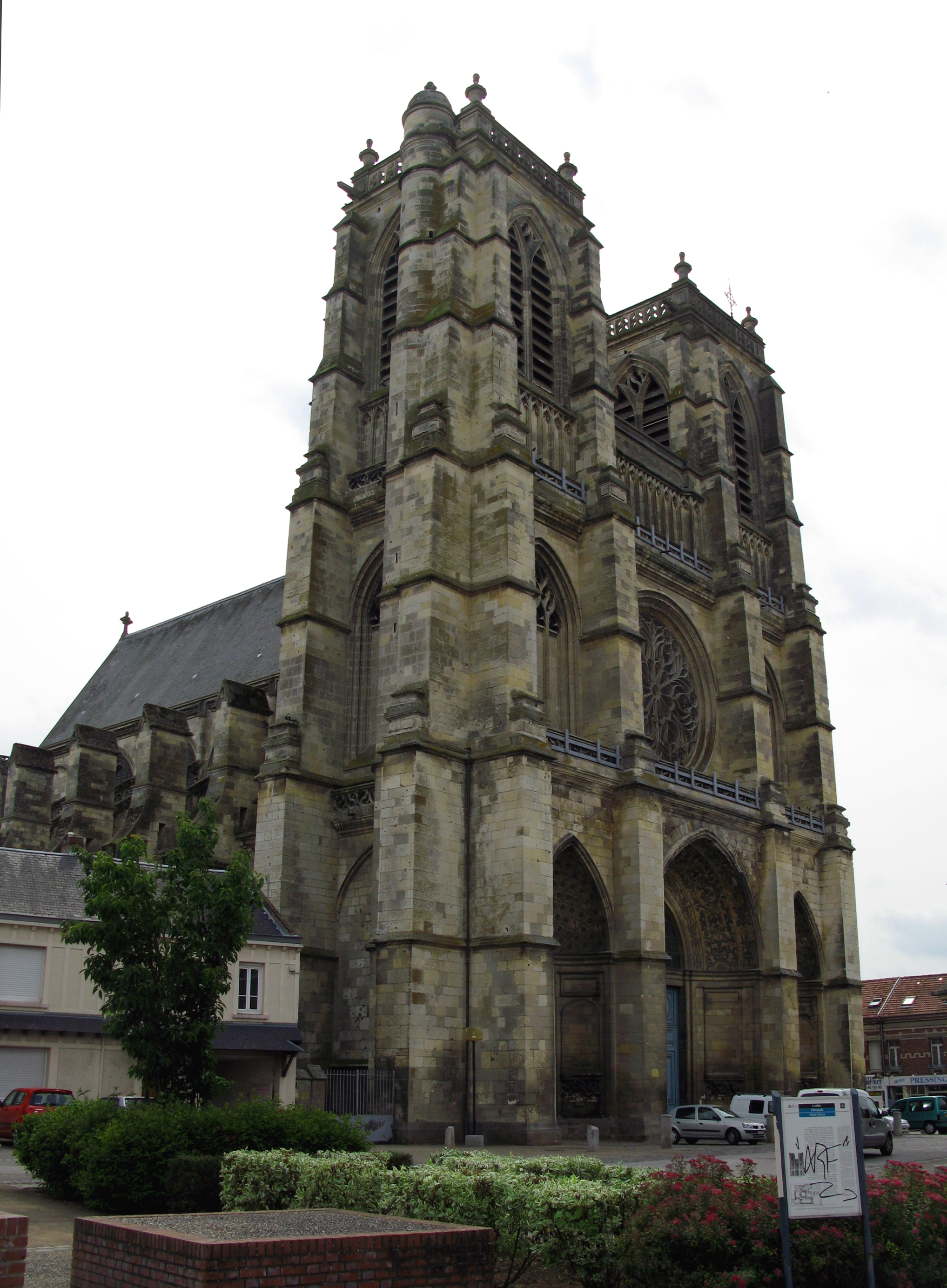
L'abbazia di Corbie

L'abbazia fu fondata tra i 659-661 sotto il patronato dei re Merovingi da Batilde, vedova del re Clodoveo II, e da Clotario III. Fu dedicata a San Pietro apostolo.